# Чайково
Чайково — деревня в Скребловском сельском поселении Лужского района Ленинградской области.

## История
Деревня Чайково упоминается на карте Санкт-Петербургской губернии Ф. Ф. Шуберта 1834 года.

ЧАЙКИНО — деревня принадлежит флигель-адъютанту полковнику князю Белосельскому-Белозерскому, число жителей по ревизии: 48 м. п., 50 ж. п. (1838 год)

Как деревня Чайкова она отмечена на карте профессора С. С. Куторги 1852 года.

ЧАЙКОВО — деревня князей Белозерских-Белосельских, по просёлочной дороге, число дворов — 16, число душ — 34 м. п. (1856 год)

ЧАЙКОВО — деревня владельческая при ключе, число дворов — 11, число жителей: 29 м. п., 33 ж. п. (1862 год)

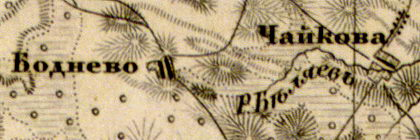
Деревня Чайково на карте 1863 года

Согласно карте из «Исторического атласа Санкт-Петербургской Губернии» 1863 года деревня называлась Чайкова.
В XIX веке деревня административно относилась ко 2-му стану Лужского уезда Санкт-Петербургской губернии, в начале XX века — к Югостицкой волости 5-го земского участка 4-го стана.
По данным «Памятной книжки Санкт-Петербургской губернии» за 1905 год деревня Чайково входила в Заречское сельское общество.

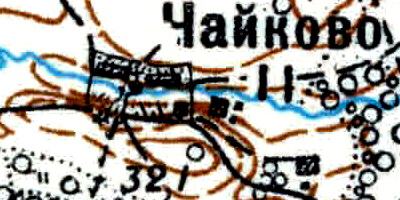
Деревня Чайково на карте 1926 года

Согласно топографической карте 1926 года деревня насчитывала 11 дворов, в центре деревни находилась часовня.
По данным 1933 года деревня Чайково входила в состав Великосельского сельсовета Лужского района.
По данным 1966 года деревня Чайково входила в состав Бутковского сельсовета.
По данным 1973 и 1990 годов деревня Чайково входила в состав Скребловского сельсовета.
По данным 1997 и 2002 годов в деревне Чайково Скребловской волости постоянного населения не было.
В 2007 году в деревне Чайково Скребловского СП также не было постоянного населения.

## География
Деревня расположена в южной части района близ автодороги 41К-144 (Киевское шоссе — Невежицы).
Расстояние до административного центра поселения — 13 км.
Расстояние до ближайшей железнодорожной станции Луга I — 30 км.
Деревня находится на правом берегу реки Кукса.

## Демография
| 1838 | 1862 | 1997 | 2007 | 2010 | 2017 |
| ---- | ---- | ---- | ---- | ---- | ---- |
| 98   | ↘62  | ↘0   | →0   | →0   | →0   |

## Улицы
Центральная.